# Williams FW17

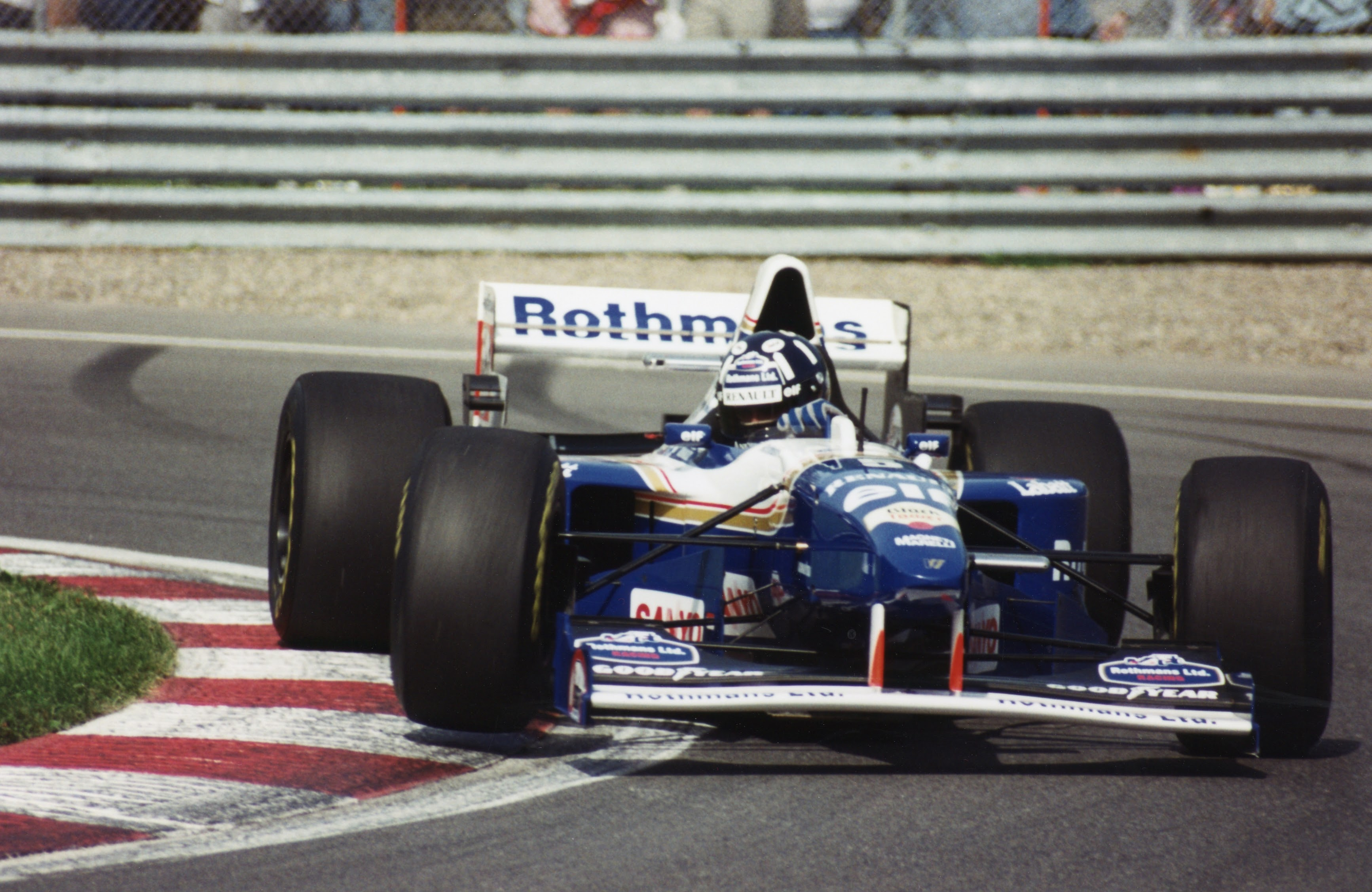
Damon Hill im Williams FW17 beim Großen Preis von Großbritannien

Der Williams FW17 ist ein Formel-1-Rennwagen von Williams, der in der Saison 1995 eingesetzt wurde. Der von Patrick Head und Adrian Newey entwickelte Wagen wurde von Damon Hill und David Coulthard gefahren, Guy Smith war der Testfahrer. Das Team gewann 5 von 16 Saisonrennen und belegte in der Konstrukteursweltmeisterschaft den zweiten Platz.
Der Williams FW17 wurde während der Saison weiterentwickelt, sodass ab dem 13. Saisonrennen in Portugal der Williams FW17B eingesetzt wurde.

## Resultate
| Fahrer                          | Nr.                             | 1   | 2   | 3 | 4   | 5   | 6   | 7 | 8   | 9   | 10 | 11  | 12  | 13 | 14  | 15 | 16  | 17  | Punkte | Rang |
| ------------------------------- | ------------------------------- | --- | --- | - | --- | --- | --- | - | --- | --- | -- | --- | --- | -- | --- | -- | --- | --- | ------ | ---- |
| Formel-1-Weltmeisterschaft 1995 | Formel-1-Weltmeisterschaft 1995 |     |     |   |     |     |     |   |     |     |    |     |     |    |     |    |     |     | 112    | 2.   |
| Damon Hill                      | 05                              | DNF | 1   | 1 | 4   | 2   | DNF | 2 | DNF | DNF | 1  | 2   | DNF | 3  | DNF | 3  | DNF | 1   | 112    | 2.   |
| David Coulthard                 | 06                              | 2   | DNF | 4 | DNF | DNF | DNF | 3 | 3   | 2   | 2  | DNF | DNF | 1  | 3   | 2  | DNF | DNF | 112    | 2.   |

| Legende  | Legende            | Legende                                                          |
| Farbe    | Abkürzung          | Bedeutung                                                        |
| -------- | ------------------ | ---------------------------------------------------------------- |
| Gold     | –                  | Sieg                                                             |
| Silber   | –                  | 2. Platz                                                         |
| Bronze   | –                  | 3. Platz                                                         |
| Grün     | –                  | Platzierung in den Punkten                                       |
| Blau     | –                  | Klassifiziert außerhalb der Punkteränge                          |
| Violett  | DNF                | Rennen nicht beendet (did not finish)                            |
| Violett  | NC                 | nicht klassifiziert (not classified)                             |
| Rot      | DNQ                | nicht qualifiziert (did not qualify)                             |
| Rot      | DNPQ               | in Vorqualifikation gescheitert (did not pre-qualify)            |
| Schwarz  | DSQ                | disqualifiziert (disqualified)                                   |
| Weiß     | DNS                | nicht am Start (did not start)                                   |
| Weiß     | WD                 | zurückgezogen (withdrawn)                                        |
| Hellblau | PO                 | nur am Training teilgenommen (practiced only)                    |
| Hellblau | TD                 | Freitags-Testfahrer (test driver)                                |
| ohne     | DNP                | nicht am Training teilgenommen (did not practice)                |
| ohne     | INJ                | verletzt oder krank (injured)                                    |
| ohne     | EX                 | ausgeschlossen (excluded)                                        |
| ohne     | DNA                | nicht erschienen (did not arrive)                                |
| ohne     | C                  | Rennen abgesagt (cancelled)                                      |
| ohne     | keine WM-Teilnahme |                                                                  |
| sonstige | P/fett             | Pole-Position                                                    |
| sonstige | 1/2/3/4/5/6/7/8    | Punktplatzierung im Sprint-/Qualifikationsrennen                 |
| sonstige | SR/kursiv          | Schnellste Rennrunde                                             |
| sonstige | *                  | nicht im Ziel, aufgrund der zurückgelegten Distanz aber gewertet |
| sonstige | ()                 | Streichresultate                                                 |
| sonstige | unterstrichen      | Führender in der Gesamtwertung                                   |